# Два з половиною кума
Два з половиною кума — український фольклорний рок-гурт, що здобув популярність завдяки перемозі у проекті Караоке на майдані. Також учасники гурту встигли взяти участь і перемогти у інших шоу країни. Серед них:
- Фолькмьюзик
- Двенадцатая звезда", "Всяко-разно
- Я - герой

Наразі гурт бере участь у всіх можливих розважальних заходах України та країн-сусідів.

## Склад гурту
- Денис Пауков (лідер-вокал, музика, слова)
- Едуард Костандян (вокал, труба, перкусія)
- Сергій Бондаренко (баян, балалайка)

## Альбоми
- Гой два куми зустрілись (2009)

### Список пісень
- «Шоколадная» муз. Д. Пауков, слова Д. Пауков, Е. Костандян
- «Гой два куми зустрілись» муз. Д. Пауков, В. Корнейчук, слова Е. Костандян
- «Люба доля» муз. Д. Пауков, В. Корнійчук слова Д. Пауков
- «Хип-хоп» муз. Д. Пауков, В. Корнійчук, слова Е. Костандян
- «Манила» муз. Д. Пауков В. Корнейчук, слова Е. Костандян
- «Буду любити» муз. Д. Пауков, В. Корнійчук, слова Д. Пауков Е. Костандян
- «Танго разлуки» муз. Д. Пауков, В. Корнійчук, слова Е. Костандян
- «Міленька» муз. народна в обробці Д. Паукова, слова Е. Костандян
- «Про весёлую» муз. Д. Пауков, В. Корнійчук, слова Е. Костандян
- «Птица» муз. Д. Пауков В. Корнійчук, слова Д. Пауков
- «Июльская жара» муз. Д. Пауков В. Корнійчук, слова Д. Пауков
- «Ти чекала» муз. Д. Пауков слова Д. Пауков Е. Костандян
- «Спой со мной» муз.и слова Д. Пауков
- «Визитка» муз. Д. Пауков В. Корнійчук слова Е. Костандян
- «Вже не пре» муз. и слова Ю. Чагочкін
- «Шут» муз. и слова П. Чумаков